# Dolciaria Balconi
Balconi - S.p.A. - Industria Dolciaria  è un'azienda italiana dolciaria specializzata nella produzione di merendine, snack, torte a base di pan di spagna e roll.

## Storia
La società viene fondata nel 1953 da Michele Balconi, che trasforma la sua pasticceria nella società industriale Dolciaria Balconi S.p.A. con sede a Garbatola - frazione di Nerviano (Milano) - dove produce più di 44.000 tonnellate di beni alimentari all'anno. Nel 2008 è tra le prime sei società italiane del settore alimentare, con Ferrero, Barilla, Colussi, Galbusera e Balocco, con una quota di mercato tra il 4 e l'11%, 150 milioni di fatturato e 150 dipendenti.
Balconi è sempre rimasta in mano alla famiglia del fondatore (i due fratelli Fabio e Maurizio Balconi) fino al 2011, anno in cui l'80% delle azioni è ceduto a Lauro Cinquantuno S.p.A., società veicolo del fondo Clessidra di Claudio Sposito. Nel 2013 acquisisce il Biscottificio Baroni di Verona, allargando la sua produzione ai wafer ed ai biscotti.
Nel maggio del 2015 il fondo Clessidra e i fratelli Fabio e Maurizio Balconi hanno ceduto il 100% della società al Gruppo multinazionale irlandese Valeo Foods per una cifra di circa 200 milioni di euro. Nel maggio 2024 viene acquisita Dal Colle S.p.A. e l'azienda entra nel settore dei prodotti destinati alle ricorrenze natalizie e pasquali.